# In deiner Haut
In deiner Haut ist ein kanadisches Filmdrama des Regisseurs Vincent Perez, veröffentlicht im Jahr 2007, der das Thema Seelenwanderung behandelt, siehe auch Außerkörperliche Erfahrung. Ann Cherkis verfasste das Drehbuch. Dabei diente der Roman Himitsu von Keigo Higashino und das Drehbuch der Erstverfilmung aus dem Jahr 1999 als Vorlage.

## Handlung
Das Familienleben des Augenarztes Ben Marris erfährt durch den Unfalltod seiner Frau einen jähen Einschnitt. In dem Körper seiner Tochter Sam, die den Unfall schwer verletzt überlebte, lebt seine Frau weiter. Hannah ist anfangs verwirrt, dass man sie Sam nennt. Die behandelnden Ärzte führen ihr Verhalten auf einen vorübergehenden Schockzustand zurück. Hannah ist ein weiteres Mal schockiert, als sie auf ihrer „eigenen Beerdigung“ von Sams Freunden erfährt, dass Sam sich den Tod ihrer Mutter wünschte. Das Mutter-Tochter-Verhältnis war gestört.
Hannah begehrt ihren Mann, aber Ben kann sich nicht überwinden, mit dem Körper seiner Tochter Sex zu haben, auch wenn er den Beteuerungen seiner Frau glauben schenkt, in Sams Körper weiterzuleben.
Um den Schein zu wahren, muss Hannah das Leben ihrer Tochter weiterführen und an Sams Stelle zur Schule gehen. Nach anfänglichen Schwierigkeiten findet sie Gefallen am Teenagerleben, den Partys, dem Schulalltag. Hannah verwandelt sich immer mehr in einen Teenager und auch die Diskussionen zwischen Ben und Hannah ähneln immer mehr denen zwischen Vater und Tochter. Nach einem Drogentrip mit Freunden kehrt Sams Seele in ihren Körper zurück, erst für einen Tag und schließlich für immer. Hannahs Seele hat sich nun endgültig verabschiedet.

## Hintergrundinformationen
Die Geschichte wurde bereits 1999 von Yojiro Takita unter dem Romantitel Himitsu verfilmt. Die Produktion der hiesigen Version dauerte vom 4. April 2005 bis zum 9. Juli 2006 und kostete 10 Mio. Euro.
Gedreht wurde in der kanadischen Stadt Montreal.
Bei der Gestaltung der Filmsets ließ sich der Regisseur von Bildern des Malers Edward Hopper inspirieren.
Für die New Yorker Schauspielerin Olivia Thirlby war es eine ihrer ersten Filmrollen nach ihrer Schauspielausbildung am Theater.
Regisseur Vincent Perez wählte sie im Zuge des Castings aus über 300 jungen Mädchen aus und war überrascht, dass eine in der Filmbranche unerfahrene Schauspielerin derart großartige Leistungen vor der Kamera erbringt. Zitat: „Bei den Dreharbeiten erwies sich Olivia als brillant, engagiert, intelligent und freizügig.“ Perez war sogar bereit das Filmprojekt Si j’étais toi (dt. „Wenn ich du wäre“) ganz abzusagen, sollte Olivia Thirlby nicht die Hauptrolle übernehmen.
Den Soundtrack zum Film erarbeitete Craig Walker von der englischen Indie-Rock-Band Archive.
Am 10. Oktober 2007 kam der Film in die französischen Kinos. In Deutschland ist er seit 2008 auf DVD erhältlich, wurde jedoch nie im Kino gezeigt.